# Budzisław Stary (gromada)
Budzisław Stary – dawna gromada, czyli najmniejsza jednostka podziału terytorialnego Polskiej Rzeczypospolitej Ludowej w latach 1954–1972.
Gromady, z gromadzkimi radami narodowymi (GRN) jako organami władzy najniższego stopnia na wsi, funkcjonowały od reformy reorganizującej administrację wiejską przeprowadzonej jesienią 1954 do momentu ich zniesienia z dniem 1 stycznia 1973, tym samym wypierając organizację gminną w latach 1954–1972.
Gromadę Budzisław Stary z siedzibą GRN w Budzisławiu Starym (w obecnym brzmieniu Stary Budzisław) utworzono – jako jedną z 8759 gromad na obszarze Polski – w powiecie kolskim w woj. poznańskim, na mocy uchwały nr 24/54 WRN w Poznaniu z dnia 5 października 1954. W skład jednostki weszły obszary dotychczasowych gromad Budki Nowe, Budzisław Nowy, Budzisław Stary, Drzewce, Młynek, Nowa Wieś i Witowo, ponadto miejscowość Grądy (wieś) z dotychczasowej gromady Lubiny, miejscowość Osiek Mały (kolonia) z dotychczasowej gromady Osiek Mały, oraz 45 ha ze wsi Szarłatowo i 105 ha z części wsi Szarłatowo Zagaj z dotychczasowej gromady Szarłatowo (obecnie Szarłatów) – ze zniesionej gminy Budzisław w tymże powiecie. Dla gromady ustalono 17 członków gromadzkiej rady narodowej.
1 stycznia 1962 z gromady Budzisław Stary wyłączono miejscowości Drzewce (wieś i kolonia), Drzewce B, Olszanek, Osiek Mały (kolonia), Stefanowo i Witowo (wieś i kolonia), włączając je do gromady Osiek Mały w tymże powiecie, po czym gromadę Budzisław Stary zniesiono, a jej (pozostały) obszar włączono do gromady Osiek Wielki tamże.